# Космический музей
«Космический музей» (англ. The Space Museum) — пятнадцатая серия британского научно-фантастического телесериала «Доктор Кто», состоящая из четырёх эпизодов, которые были показаны в период с 24 апреля по 15 мая 1965 года.

## Синопсис
Необъяснимые вещи происходят с Доктором и его спутниками: путешественники сталкиваются с тем, с чем раньше никогда не имели дело...

## Сюжет

### Эпизод 1. Космический музей
Герои, будто по волшебству, оказываются в повседневной одежде. Данный факт беспокоит Барбару и Йена, а Доктор относится к произошедшему со спокойствием. Он просит Вики налить воды. Та роняет стакан, но он собирается и влетает ей обратно в руку. Через сканер Доктор видит космические корабли. Их много, они будто из разных времен. Доктор предлагает пойти посмотреть. Йен замечает, что вокруг большие слои пыли, а после, что герои не оставляют следов на ней. Доктора интересует происходящее и он предлагает зайти в единственное здание в этом космическом музее. Перед входом героям приходится прятаться, некие люди в белых одеждах выходят из него. Зайдя в музей, Вики замечает экспонат, который все видели, но рука проходит мимо него. Также герои понимают, что работники музея их не видят и не слышат. После герои находят ТАРДИС и чучела самих себя. Доктор понимает, что это альтернативная реальность и нужно изменить её. Люди в белых одеждах подходят к ТАРДИС. Следы на песке проявляются. Экспонаты исчезают. Доктор говорит, что они прибыли.

### Эпизод 2. Измерения времени
Мораканцы, люди в белом решают найти пришельцев и использовать их как экспонаты музея. Три человека в чёрном — Тор, Дарко и Сито решают найти пришельцев в надежде, что у них есть оружие, чтобы спастись от мораканцев. Герои решают возвращаться в ТАРДИС. Йен решает взять один из экспонатов оружия и сделать вид что он рабочий, таким образом спасаться используя блеф. Вики замечает, что у Йена нет одной пуговицы. Из-за схожести и большого количества коридоров герои заблудились. Уверенность в знании пути осталась лишь у Вики и чуть-чуть у Доктора. Хотя это скорее нежелание признавать свои ошибки. Командиру подразделения мораканцев Каю сообщили, что они захватили корабль. Тор, Дарко и Сито решают похитить Доктора или Вики, чтобы те представили их остальным. Их напугало лучевое ружье в руках Йена. Они похищают Доктора засмотревшегося на экспонат. Доктор прикинулся без сознания. Дарко остался охранять его, а остальные пошли искать чем можно привести его в чувства. Герои обнаружили отсутствие Доктора, посовещавшись они решили продолжить искать выход. Тор и Сито вернулись и нашли там связанного Дарко. Когда они бросились а поиски. Оставшийся в комнате экспонат далека радовался, что надул их. Из экспоната вылез Доктор. Когда Доктор вышел из комнаты, его схватили мораканцы. Герои распускают джемпер Барбары, чтобы не заблудиться.в камере Доктор садится на кресло и какой-то стальной пояс обхватывает, чтобы он не смог встать. Тор,Дарко и Сито нашли след из ниток. Лопос губернатор планеты начал говорить с Доктором. Лопос спросил: «Где твои союзники». Оказалось у него был прибор, который читает мысли Доктора, с помощью этого прибора Лопос узнал о Йене,Барбаре и Вики. Лопос спросил: "Как ты сюда попал ". На экране устройства оказался велосипед. Что привело к насмешке Доктора. Тем временем закончилась нитка, к счастью Йен нашел выход. Когда герои вышли, они увидели как несут ТАРДИС. На вопрос: «Откуда ты прибыл». Устройство показало остров с тюленями. Затем Лопосу сообщили, что пришельцы покинули музей. Тогда Лопос сказал, что Доктор ему больше не нужен. И он приказал отвести его в приготовительную комнату, чтобы сделать его экспонатом.

### Эпизод 3. Поиск
Наблюдая за ТАРДИС герои подслушали разговор и узнали, что Доктор схвачен. Вдруг сзади оказывается мораканец, который угрожает им оружием. Йен спрашивает: «ты убьешь нас и что ты потом скажешь начальству». Йен заговаривает ему зубы и подходит все ближе. После он хватает его пистолет и начинает с ним драться. На звуки с улицы, оставив ТАРДИС побежали другие мораканцы. Йен приказал женщинам бежать и они убежали вглубь музея. Два мораканца схватили Йена, остальные бросились в погоню за Вики и Барбарой. Йена вывели на улицу, где он победил двух мароканцев и убежал подальше от музея. Барбара забежала в одну из комнат и поняла, что Вики не забежала за ней. Звуки погони заставили Барбару прятаться, потеряв Вики. Мораканцы зашли в комнату, поискали, не найдя вышли, закрыв за собой дверь. Барбара хотела выйти, но дверь не открывалась. Вики спасли заведя в другую комнату Тор,Дарко и Сито. Они рассказали, что Доктора схватили, а Вики сказала, что они схватили ещё и Йена. Дарко ушел на поиски Барбары. Йен отобрал оружие у одного из солдат и заставил его отвести к Доктору. Лопос приказал пустить парализующий газ. Барбара пытается открыть дверь используя рычаг.дверь открыл Дарко. Он сказал Барбаре, что нужно бежать. Пошел газ. Вики предложила взять оружие из арсенала несмотря на то, что там замок с детектором лжи. Вики предложила не отвечать на вопросы, сама разобрала машину и стала изучать её. Барбара с Дарко теряют сознание от газа. Вики исправила машину, чтобы нужна была правда, но не обязательно правильные ответы. Вики ответила машине, что оружие нужно для переворота и дверь открылась. Йен пришел в главный пункт, где ему сказали, что Доктор уже на второй стадии и ему нельзя помочь. Йен все-равно зашёл.

### Эпизод 4. Конечная стадия
Йен приказывает остановить процесс хотя этого никто ещё не делал и последствия могут быть плачевными. Тор раздает всем оружия готовя их к восстанию. Вики заявила, что она пойдет искать Барбару с ней отправляется Сито. Тор уходит с мятежниками. Мораканцы попробовали взломать ТАРДИС, после неудачи оставив одного в охрану ушли. Барбара смогла подняться она разбудила Дарко подняла и на себе понесла его через газовое облако. Лопос спас Доктора, но сзади пришли стражники, которые вырубили Йена и направили пистолеты в Доктора. Барбара с Дарко вышли наружу, где на них направил пистолет один из солдатов. Появились Вики с Сито они убили солдата. Группа стала решать отправиться спасать Доктора с Йеном или найти Тора. Вдруг появляются двое мораканцев, которые убивают Дарко и Сито, а Вики с Барбарой берут в плен. Герои сидят в камере. Тор с сообщниками начинает захват. Он находит Дарко .который с трудом сказал, что женщин увели. Революционеры спасли главных героев. Доктор нашел причину всех бед. Там не встала какая-то деталь, в это время Доктор с командой вышли из корабля. Поскольку деталь вылетела фактически корабль ещё не появился. Поэтому пока деталь не встала на место они были прозрачны. Доктор взял один из экспонатов для улучшения работы ТАРДИС. Суть улучшения Доктор так и не сообщил. После нам показали далеков. Один из них сказал, что ТАРДИС продолжил путешествие. Ему последовал ответ, что машина времени скоро будет готова и команда Доктора будет уничтожена.

## Трансляции и отзывы
| Эпизод              | Дата показа    | Продолжительность | Телезрители (в миллионах) | Archive  |
| ------------------- | -------------- | ----------------- | ------------------------- | -------- |
| «Космический музей» | 24 апреля 1965 | 23:38             | 10.5                      | 16mm t/r |
| «Измерения времени» | 1 мая 1965     | 22:00             | 9.2                       | 16mm t/r |
| «Поиск»             | 8 мая 1965     | 23:33             | 8.5                       | 16mm t/r |
| «Конечная стадия»   | 15 мая 1965    | 22:15             | 8.5                       | 16mm t/r |
| [ 1 ] [ 2 ] [ 3 ]   |                |                   |                           |          |